# Balgach
Balgach is een gemeente en plaats in het Zwitserse kanton Sankt Gallen en maakt deel uit van het district Rheintal.
Balgach telt 4.057 inwoners.

## Geboren in Balgach
- Kurt Laurenz Metzler (1941-2024), beeldhouwer